# Вильмарке, Теодор Эрсар
Теодо́р Клод Анри́ Эрса́р, вико́нт де ла Вильмарке́ (Виллемарке; фр. Théodore Claude Henri Hersart, vicomte de la Villemarqué, 7 июля 1815, Кемпер — 8 декабря 1895, Кемпер) — французский литератор, собиратель бретонского фольклора. Издал «Бретонские баллады» и ряд других книг о культуре кельтов, в которых, в частности, впервые изложил легенду о затонувшем городе Ис. Активист первого Панкельтского конгресса.

## Биография
Родился в бретанской усадьбе Плессис-Низон (Plessis-Nizon) в небогатой дворянской семье. С ранних лет приобщился к бретонской культуре: в доме, где он провёл детство часто бывали нищие и паломники, от которых, по его собственному признанию, он впервые услышал народные песни и баллады. С детства знал Шатобриана. В 1833 году Виллемарке получил в Ренне диплом бакалавра. Позже он продолжил своё образование в престижной Школе хартий, где серьёзно заинтересовался средневековой культурой Бретани и Уэльса. Большое значения для него имела встреча с Ле Гонидеком, словарь и грамматику которого Виллемарке позже издал. 
В 24 года под псевдонимом Kervarker издал книгу «Бретонские баллады» (Barzaz Breiz, иногда переводится как «Бретонские песни»), представляющую собой литературную обработку народных песен и баллад. Бретонское слово «barzaz», придуманное самим де ля Виллемарке, скорее следует переводить как «поэтический сборник». Сборник получил известность и имел успех, но вскоре автора обвинили в литературной мистификации. Современными исследователями наподобие Д. Лорана «Бретонские песни» рассматриваются как стилизованная литературная обработка фольклорных текстов «под старину», в соответствии со вкусами читающей публики того времени, то есть является авторским произведением, созданным на основе фольклорных текстов (что имело место, например, и при литературной записи финского эпоса «Калевала»).  Сборник содержит параллельные тексты на французском и бретонском языках, причем бретонский текст напечатан мелким шрифтом в нижней части страницы. 
Принял орфографическую реформу Ле Гонидека и в 1850 году переиздал его «Кельто-бретонский словарь», чем оказал огромное влияние на развитие бретонского языка. Также подготовил к изданию и издал следующие произведения: «Средневековые бретонские поэмы» (1841), «Романы круглого стола и сказки древних бретонцев» (1853), «Великая мистерия Иисуса» (1865), «Старинные рождественские песни» (1865) и др.

## Признание и память
В 1858 году избран членом Французской академии. Именем виконта де ла Вильмарке назван коллеж в Кемпере. В 1995 году в Кемпере в 100-летнюю годовщину со дня смерти ему был установлен памятник.
Современными исследователями виконт де ла Вильмарке сравнивается с другими ранними популяризаторами кельтского фольклора — Джеймсом Макферсоном (см. Оссиан) и валлийским поэтом и мистификатором Иоло Морганугом (настоящее имя Эдвард Уильямс), который в 1789 году опубликовал сборник произведений Давида ап Гвилима, знаменитого валлийского поэта XIV в., включив туда поэмы собственного сочинения и приписав их авторство Ап Гвилиму. Их творчество не только способствовало возникновению интереса к кельтскому фольклору, кельтомании и неодруидизму, но и дало импульс исследовательской деятельности, публикации средневековых текстов на кельтских языках.

## Произведения
- «Barzaz Breiz» (первое издание в 1838 или 1839; 3-е издание, дополненное 33 песнями и нотами, вышло в 1845 году)
- «Очерк истории бретонского языка» (1845)
- «Бретонские барды» (1850)
- «Романы круглого стола и сказки древних бретонцев» (1853)
- «Кельтская легенда в Ирландии, Уэльсе и Бретани» (1864)